# Phare de Whiteford Point
Pour les articles homonymes, voir Fastnet.
Le phare de Whiteford Point est situé au large de la péninsule de Gower, à Whiteford Point près de Whiteford Sands (en), dans le comté de Swansea, au sud du pays de Galles.

## Histoire

### Description
Il s'agit d'un phare en fonte, construit en 1865 par John Bowen (1825-1873) de Llanelli, pour les autorités portuaires de Llanelli et Port Burry. Il marque les bancs de Whiteford Point, en remplacement d'une ancienne structure de 1854, dont il ne reste rien. C'est la seule tour en fonte de cette taille en Grande-Bretagne. La tour mesure 13 m de haut et se trouve juste au-dessus du niveau des basses eaux. La base de la tour est d'environ 7,3 m de diamètre et s'élève jusqu'à un diamètre de3,51 m au niveau de la lanterne. Un tablier en pierre entoure la base du phare.

### Construction et entretien
Le phare est posé sur 88 pieux en bois ancrés dans la moraine glaciaire, reliés entre eux par des étais boulonnés. Ce coffrage, probablement carré ou octogonal, aurait été partiellement rempli de béton. Les matériaux de construction ont été livrés par bateau et les travaux effectués pendant la marée basse.
La structure de la tour est formée de 105 plaques coniques coulées en fonte, chacune d'environ 32 millimètres d'épaisseur, avec des brides boulonnées entre elles. Il y a huit niveaux de panneaux et les trois premières de la base sont recouvertes de bandes de fer supportant des filets de béton.
Pendant les années 1870, des fissures verticales se sont développées dans les plaques des trois anneaux les plus bas. Un forgeron local a réalisé des sangles en fer forgé qui ont été boulonnées aux brides de chaque côté des plaques craquées. À l'époque, les fissures étaient soumises à des pressions latérales résultant de la pose de la maçonnerie intérieure, composée de pierres grossières et de mauvais mortier. En 1884, 150 sangles avaient été installées. Le compactage du remblai a pu être fragilisé par le mouvement de la tour, incident signalé en 1884 par le gardien de phare. En 1885, le sol autour de la tour a été renforcé avec l'ajout d'une jupe en béton de 46 cm de profondeur, liée par une bande de fer de 5 cm de largeur, ancrant efficacement la jupe à la base de la tour.
L'équipement pour le phare est inscrit à l'inventaire de 1888 et indique qu'il avait été prévu deux gardiens de phare, bien que chacun des recensements de 1871, 1881, 1891 et 1901 mentionne un gardien. Le modèle de service était de deux semaines au phare de Whitford alternant avec deux semaines au phare du port de Llanelli.

### La lampe
Trois lampes de type Argand avec réflecteurs ont été installés, l'une vers Lynch Pool (ou canal du sud), l'une vers Burry Port, et l'une vers Llanelli. En 1876, une quatrième lampe a été installée vers l'ouest le long du chenal nord.
Le phare a été interrompu en 1920, lorsque la responsabilité de la lumière a été transférée à Trinity House, qui a décidé d'établir une nouvelle balise sur l'île de Burry Holms. Toutefois, après des réclamations de plaisanciers locaux, la lumière a été rétablie dans les années 1980. Cela donnait un point de référence supplémentaire pour naviguer dans les eaux entre la péninsule de Gower et Burry Port durant les nuits sombres, les équipages de bateaux se trouvant souvent au-dessus de Whiteford Point avant de réaliser le fait. Le coût d'entretien fut pris en charge par le port et le Burry Port Yacht Club. Cette nouvelle lumière est entièrement automatique. Deux almanachs nautiques, publiés en 1987, ont inscrit le phare de Whiteford comme clignotant toutes les cinq secondes.
Après une défaillance de l'énergie solaire, le feu a été enlevé et non remplacé. Cependant, le phare sert à la navigation en plein jour comme Amer. Il est maintenant sous la responsabilité du comté de Carmarthenshire.

### Importance historique
Le premier phare britannique en fonte connue a été construit au port de Swansea en 1803. L'architecte était Jernegan, et les plaques de fonte provenaient de l'usine d'acier de Neath Abbey.
En 1836, le phare de la jetée de Town Pier à Gravesend, dans le Kent, fut construit en fonte. En 1842, deux phares en fonte ont été érigés à Aberdeen, avec des tours octogonales effilées et une face externe lisse. À Sunderland, un autre exemple bien connu a été construit bout de quai en 1856.
Au milieu du XIXe siècle, l'ingénieur Alexander Gordon a conçu un certain nombre de phares en fonte fine pour les eaux coloniales. Ceux-ci ont été fabriqués à Pimlico. Certains survivent toujours en Jamaïque et aux Bermudes, et une tour en fonte à Tiri-tiri, en Nouvelle-Zélande, construite en 1920, est l'une des dernières de ce type.
Le phare de Whiteford est le seul phare en fonte en Grande-Bretagne dont la base est dans l'eau, bien qu'il puisse être atteint à pied à marée basse. Les quelques phares survivants de ce type sont érigés bien à l'écart de l'eau, sur des quais ou sur des récifs.
Le phare de Whitford est classé par le Cadw comme monument classé au Royaume-Uni de Grade II, comme rare survivant des phares en fonte dans les eaux côtières britanniques, et comme exemplaire de l'architecture en fonte et de la conception et de la construction de phare au dix-neuvième siècle. C'est aussi un Scheduled Monument.

### Lien connexe
- Liste des phares du pays de Galles